# Sinzing
Sinzing este o comună din landul Bavaria, Germania. Este situată la întâlnirea apelor râului Schwarze Laber cu cele ale Dunării. Populația comunei este de 6 821 locuitori.

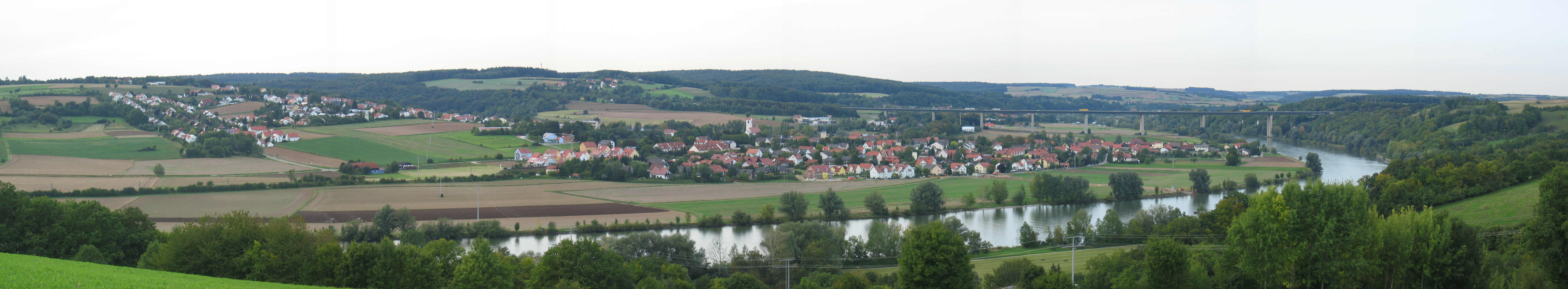
Vedere panoramică spre Dunăre, la Sinzing: Se observă Dunărea, viaductul Autostrăzii A3, precum și podul de cale ferată.

1. ↑  Alle politisch selbständigen Gemeinden mit ausgewählten Merkmalen am 31.12.2018 (4. Quartal) (în germană), Statistisches Bundesamt[*], arhivat din original la 10 martie 2019, accesat în 10 martie 2019